# Congresso nazionale del Partito Comunista Cinese

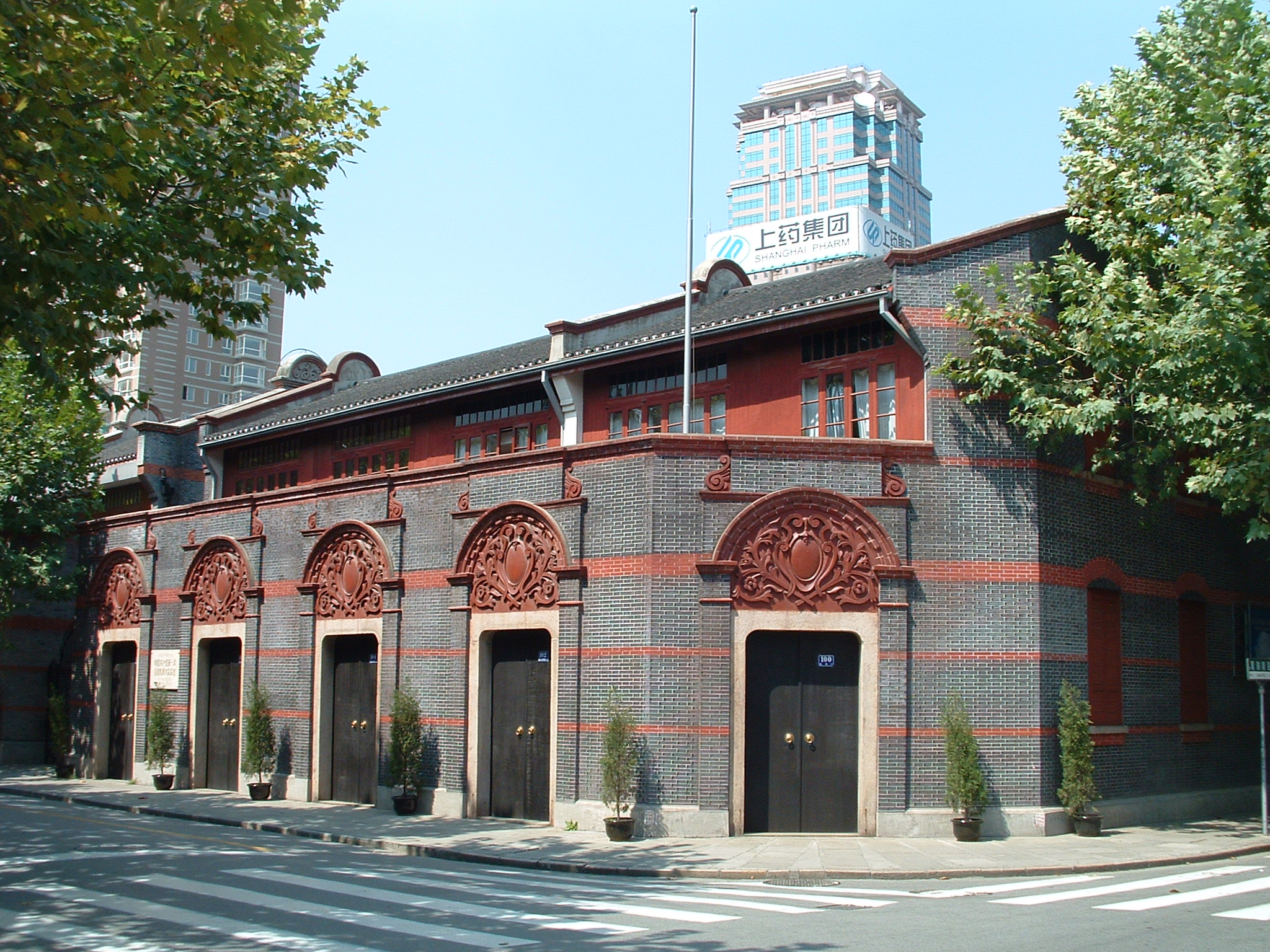
Facciata dell'edificio in cui si svolse il primo congresso nazionale del PCC

Il Congresso nazionale del Partito Comunista Cinese (中國共產黨全國代表大會T, 中国共产党全国代表大会S, Zhōngguó Gòngchǎndǎng Quánguó Dàibiǎo DàhuìP) è l'assemblea di tutti i membri del Partito Comunista Cinese e ufficialmente costituisce il più importante organo del partito. Al congresso prendono parte i membri di varie delegazioni provenienti da tutte le aree della Cina. I delegati che ne fanno parte rappresentano la totalità degli iscritti al partito di fronte al Comitato centrale e al segretario generale. Dal 1977, l'assemblea si tiene regolarmente ogni cinque anni e le sedute si svolgono nella Grande Sala del Popolo di Pechino.
Il congresso costituisce un momento di massima importanza nella vita del Partito Comunista Cinese, poiché in tali occasioni avvengono ufficializzati gli avvicendamenti ai vertici del Partito. Il primo Congresso fu svolto nel luglio 1921 nell'allora Repubblica di Cina, mentre il primo Congresso tenutosi dopo la fondazione della Repubblica Popolare Cinese, avvenne nel 1956. 
Nel novembre del 2012, è stato tenuto XVIII congresso, nel corso del quale è stato nominato il nuovo segretario generale Xi Jinping al posto del segretario uscente Hu Jintao.
Essendo il Partito Comunista Cinese il detentore esclusivo della vita politica cinese, il Congresso è un evento nazionale di estrema importanza non solo per i cittadini cinesi, ma anche per gli osservatori internazionali, data l'enorme influenza geopolitica della Repubblica Popolare Cinese sul resto del mondo. 
L'ultimo Congresso si è tenuto dal 16 al 22 ottobre 2022 a Pechino, presso la Grande Sala del Popolo,  dove Xi Jinping è stato rieletto per la terza volta come Segretario Generale del Partito Comunista Cinese, attuando per la prima volta l'abolizione del limite dei mandati.

## Modalità di svolgimento di un Congresso
In seguito alle cerimonie di apertura, il congresso solitamente si apre con un discorso del segretario generale in carica che presenta all'assemblea un rapporto del Comitato centrale sullo stato del partito e della nazione. In seguito, i delegati si pronunciano sul rapporto stesso e pongono all'attenzione del Congresso proposte e idee per innovare il Partito.
Il Congresso si svolge normalmente - salvo casi eccezionali - ogni cinque anni. La durata della seduta è di cinque o dieci giorni, di solito. Le decisioni prese sono:
1. Elezione del nuovo Comitato centrale, che successivamente eleggerà il Segretario generale;
2. Modifiche allo Statuto e al Programma del Partito;
3. Critiche alla direzione, proposte, discussioni sulle espulsioni;

Fra il 1956 e il 1979, il Congresso vide la lotta fra le due linee: prima (1956-1969) fra quella di Mao Tse-tung e quella di Liu Shaoqi, giudicata revisionista di destra (cui era legato Deng Xiaoping, futuro capo della Cina), poi (1969-1973) fra la linea di Mao e quella di Lin Biao, giudicata revisionista di sinistra e "ultrasinistra", responsabile degli eccessi della Rivoluzione culturale.
I Congressi più importanti furono il VII, che vide la salita alla presidenza di Mao (riconfermata fino al 1976), l'XI, che sancì la salita al potere di Deng Xiaoping e l'avvio delle riforme di mercato, criticata dai marxisti-leninisti, e il XVI, durante il quale si decise di introdurre le "tre rappresentanze", teoria elaborata dal Segretario Jiang Zemin, nello statuto del Partito. 

## Lista dei Congressi
- I Congresso nazionale — 23–31 luglio 1921
- II Congresso nazionale — 16–23 luglio 1922
- III Congresso nazionale — 1923
- IV Congresso nazionale — 1925
- V Congresso nazionale — 1927
- VI Congresso nazionale — 1928
- VII Congresso nazionale — 1945
- VIII Congresso nazionale — 1956
- IX Congresso nazionale — 1969
- X Congresso nazionale — 1973
- XI Congresso nazionale — 1977
- XII Congresso nazionale — 1982
- XIII Congresso nazionale — 1987
- XIV Congresso nazionale — 1992
- XV Congresso nazionale — 1997
- XVI Congresso nazionale — 2002
- XVII Congresso nazionale — 2007
- XVIII Congresso nazionale — 2012
- XIX Congresso nazionale — 2017
- XX Congresso nazionale — 2022
- XXI Congresso nazionale — 2027